# Zbigniew Góralski
Zbigniew Góralski (ur. 1928, zm. 1997) – polski historyk, specjalizujący się w historii Polski i powszechnej XVII–XIX w.

## Życiorys
Po zakończeniu II wojny światowej podjął studia na Katolickim Uniwersytecie Lubelskim, które ukończył w 1956 roku. Następnie został pracownikiem naukowym Archiwum Państwowego w Lublinie. Kilkanaście lat później zatrudnił się w  Bibliotece Głównej KUL oraz wykładał w Wyższej Szkole Pedagogicznej w Kielcach. Specjalizował się w historii nowożytnej XVIII w. Polski i krajów niemieckojęzycznych. Był stypendystą austriackiego Ministerstwa Szkolnictwa Wyższego, czego owocem była książka pt. Austria a III rozbiór Polski oraz szereg artykułów i recenzji zamieszczonych w polskich i niemieckojęzycznych czasopismach naukowych. Był także stypendystą Fundacji im. Humboldta i wykładał za granicą w: Bonn i Monachium. W 1992 roku uzyskał tytuł naukowy profesora nauk humanistycznych.
Do jego sukcesów zaliczyć można odnalezienie w Moskwie nieznanych dotąd tomów pamiętników (ok. 200 kart rękopisów dotychczas niepublikowanych)  króla Stanisława Augusta Poniatowskiego.

## Wybrane publikacje
- Pierwsza Rzesza Niemiecka, Warszawa 1975.
- Austria a trzeci rozbiór Polski, Warszawa 1979.
- Szpitale na Lubelszczyźnie w okresie przedrozbiorowym, Warszawa-Łódź 1982.
- Urzędy i godności w dawnej Polsce, Warszawa, 1983, 284 s.

- Urzędy i godności w dawnej Polsce, Ludowa Spółdzielnia Wydawnicza, Warszawa 1983, 1984, 1988, 1998, 2006. 284 s.
- Stanisław August w insurekcji kościuszkowskiej, Warszawa 1988.
- Salzburg, Warszawa 1994.
- Maria Teresa, Wrocław 1995.